# Gregory Smith

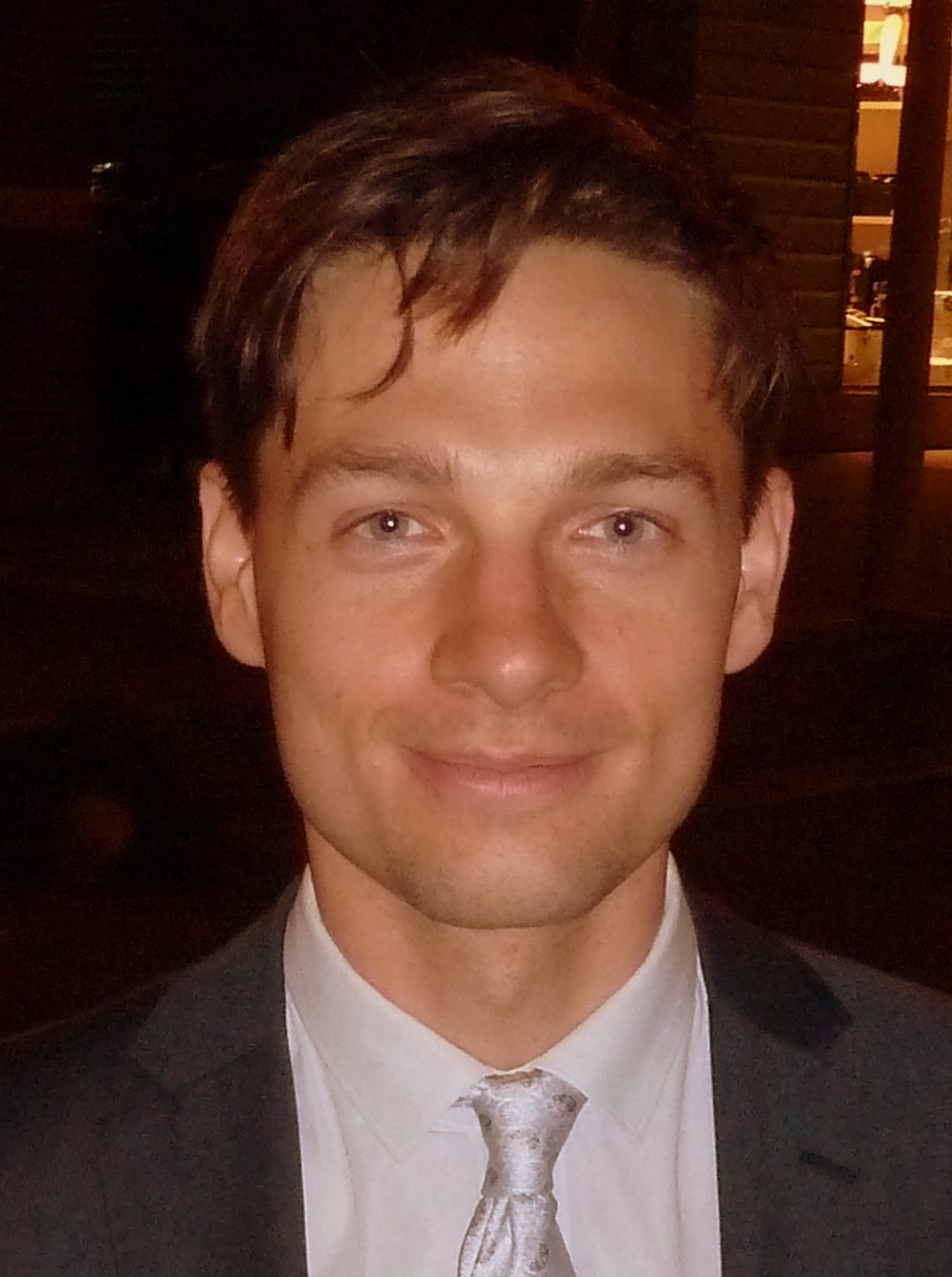
Gregory Smith beim Toronto Film Festival 2012

Gregory Smith (eigentlich: Gregory Edward Smith; * 6. Juli 1983 in Toronto, Ontario) ist ein kanadisch-amerikanischer Schauspieler und Fernsehregisseur. Bekannt wurde er durch die Fernsehserie Everwood. Von 2010 bis 2015 war er in der kanadischen Fernsehserie Rookie Blue zu sehen.

## Leben
Gregory Smith, der die doppelte Staatsbürgerschaft von Kanada und den USA besitzt, wuchs als das älteste von vier Kindern des Filmproduzenten Maurice Smith und seiner Frau Terrea auf. Sein jüngerer Bruder Douglas Smith ist ebenfalls Schauspieler. Bereits mit 14 Monaten stand Gregory Smith für diverse Werbespots vor der Kamera. Im Alter von acht Jahren erhielt er 1991 seine erste Filmrolle als Gastdarsteller in der Fernsehserie Street Justice.
Mit 15 Jahren wirkte er in dem Film Small Soldiers von Joe Dante mit Kirsten Dunst als Filmpartnerin mit. Zwei Jahre später spielte er an der Seite von Mel Gibson, Heath Ledger, Jason Isaacs und Joely Richardson die Rolle des Thomas Martin in Roland Emmerichs Der Patriot.
Von 2002 bis 2006 spielte er eine der Hauptrollen in der Fernsehserie Everwood, mit der er in Amerika zum Teenager-Idol avancierte. Für die Rolle wurde er mehrfach ausgezeichnet, so 2003 mit einem Young Artist Award. Von 2010 bis 2015 hatte Smith in der kanadischen Fernsehserie Rookie Blue eine Hauptrolle als Dov Epstein. 2012 führte er bei einer Folge der Serie erstmals Regie.
Gregory Smith ist seit dem 18. August 2018 mit der kanadischen Schauspielerin Taylor McKay verheiratet.

## Filmografie (Auswahl)
- 1994: André (Andre)
- 1995: Grusel, Grauen, Gänsehaut (Are You Afraid of the Dark?, eine Folge)
- 1995: Outer Limits – Die unbekannte Dimension (The Outer Limits, Fernsehserie, Folge 1x11)
- 1996: Harriet, die kleine Detektivin (Harriet the Spy)
- 1998: Jagabongo (Krippendorf's Tribe)
- 1998: Small Soldiers
- 1999: Zenon: Die kleine Heldin des 21. Jahrhunderts (Zenon: Girl of the 21st Century)
- 2000: Der Patriot (The Patriot)
- 2001: Kate Brasher (Fernsehserie)
- 2001: American Outlaws
- 2002–2006: Everwood (Fernsehserie)
- 2003: Gefangene der Zeit (A Wrinkle in Time)
- 2004: Book of Love
- 2005: Nearing Grace
- 2005: Kids in America
- 2007: Boot Camp
- 2007: Closing the Ring – Geheimnis der Vergangenheit (Closing the Ring)
- 2007: Wintersonnenwende – Die Jagd nach den sechs Zeichen des Lichts (The Seeker: The Dark Is Rising)
- 2008: Guns – Der Preis der Gewalt (Guns – Live by them, die by them)
- 2009: Manson Girl
- 2010–2015: Rookie Blue (Fernsehserie)
- 2011: Hobo with a Shotgun
- 2013: Franklin & Bash (Fernsehserie,1 Folge)
- 2017: Designated Survivor (Fernsehserie)